# Рождественский, Иван Николаевич
Иоа́нн Никола́евич Рожде́ственский (1803 — 6 (18) сентября 1894) — протоиерей, председатель Общества любителей духовного просвещения; почётный член Московской духовной академии.

## Биография
Родился в семье дьячка в селе Шапкино Ковровского уезда Владимирской губернии (ныне Савинского района Ивановской области). Окончил Владимирскую духовную семинарию и в 1826 году — Московскую духовную академию со степенью магистра. Был профессором философских наук в Полтавской духовной семинарии (1826—1831); затем — в Вифанской семинарии (1831—1834).
С 27 июля 1834 года до 1850 года он служил священником Крестовоздвиженской церкви при Московском дворянском институте, где был законоучителем. Затем, в протоиерейском сане, он был настоятелем Николаевской церкви на Пупышах (1849—1855) и Преображенской в Наливках (1855—1858). С 1858 года — настоятель Предтечевской церкви под Бором. В 1861 году был назначен членом Московской духовной консистории; представлял московское духовенство в ряде комиссий, в том числе в Особом комитете из духовных и светских лиц для составления основных положений преобразования духовно-судебной части (1869). Был широко известен как человек, который особенно любил и умел примирять супругов, хлопотавших в консистории о разводе. В 1870-х годах вызывался в Санкт-Петербург для присутствования в заседаниях Комитета для преобразования духовно-судебной части, организованного при Святейшем синоде. Затем он принимал участие в комиссии для рассмотрения устава духовных семинарий.
Иоанн Рождественский был близок к семье Фёдора Тютчева, который, описывая происходившие в 1867 году в Москве торжества по случаю юбилея митрополита Филарета, отметил: «Богослужение было необыкновенно величественно. <…> Шесть епископов служили с тремя митрофорными протоиереями, одним из которых был Рождественский».
Был одним из учредителей Общества любителей духовного просвещения и его председателем; участвовал в учреждении при обществе отдела духовно-нравственных книг (1876). По его инициативе в 1875—1884 годах был осуществлён выпуск «Правил святых апостолов и вселенских и поместных соборов» на греческом и славянском языках. Его многочисленные проповеди печатались в «Душеполезном чтении», в «Московских епархиальных ведомостях», «Православном обозрении» и других изданиях. Были опубликованы его работы «Катехизические беседы» и «Беседы о говении» (1874), речь «О ложном взгляде современной науки на человека и его жизнь» (1876).
В 1877—1880 годах был гласным Московской городской думы.
За свою плодотворную и разнообразную деятельность Иоанн Рождественский был награждён палицей, орденами Св. Владимира 2-й, 3-й и 4-й степеней. Св. Анны 1-й и 2-й степеней и другими знаками отличия.
Иоанн Рождественский был дядей (по матери) «апостола Алтая» митрополита Макария.